# أرتور أوليش
أرتور أوليش (بالبولندية: Artur Olech)‏ (22 يونيو 1940 – 12 أغسطس 2010) هو ملاكم بولندي راحل، مثّل بلاده في الألعاب الأولمبية الصيفية في دورتي 1964 و1968.

## وصلات خارجية
أرتور أوليش على موقع أوليمبيديا (الإنجليزية)
- أرتور أوليش على موقع اللجنة الأولمبية البولندية (مؤرشف) (البولندية)